# Château de Cuisery
Le château de Cuisery se situe dans la commune de Cuisery, en Saône-et-Loire.

## Histoire
Sa tour fait l’objet d'un classement au titre des monuments historiques depuis 1er juillet 1937.